# Le Secret de la potion magique
Le Secret de la potion magique est un album illustré sorti le 5 décembre 2018 aux éditions Albert René pour célébrer le film d'animation Astérix : Le Secret de la potion magique sorti le 5 décembre 2018.

## Synopsis
À la suite d’une mauvaise chute, Panoramix décide qu’il est temps d’assurer l’avenir du Village. Accompagné d’Astérix et Obélix, il entreprend de parcourir le monde gaulois à la recherche d’un jeune druide talentueux à qui transmettre le secret de la potion magique !
Mais ce qu’il ne sait pas, c’est que le terrible Sulfurix, son rival depuis leurs années d’études à l’école des druides, a échafaudé un plan machiavélique pour s’emparer de la recette de la potion magique. Par Toutatis, s’il y parvient, le village est perdu !